# Жовтень 2023
Жовтень 2023 — десятий місяць 2023 року, що розпочнеться у неділю 1 жовтня та закінчиться у вівторок 31 жовтня.

## Свята та пам'ятні дні
- 1 жовтня, неділя:
  - Український День вчителя (День працівників освіти чи День освітянина);
  - День захисників і захисниць України; святковий день в Україні.

- 27 жовтня, п'ятниця:
  - День української писемності та мови.

## Події
- 7 жовтня
  - Макс Ферстаппен став триразовим чемпіоном Формули-1 після спринт-гонки на Гран-прі Катару [1]
  - Палестинські угруповання, головним чином ХАМАС, здійснили великий раптовий напад на Ізраїль із Сектора Гази; випущено близько 5000 ракет; уряд Ізраїлю оголосив надзвичайний стан; бойовики проникли в кібуци на півдні Ізраїлю; є втрати з обох сторін[2][3][4][5][6][7]

- 8 жовтня
  - Три землетруси призвели до загибелі понад 2000 осіб у провінції Герат, Афганістан[8]
  - Військово-політичний кабінет Ізраїлю вперше за 50 років оголосив у країні стан війни[9]

- 9 жовтня
  - Американська економістка Клаудія Голдін стала лауреаткою Нобелівської премії з економіки[10]

- 13 жовтня
  - Запущена космічна місія НАСА Психея для дослідження походження планетарних ядер за допомогою вивчення металевого астероїда 16 Психея[11]

- 16 жовтня
  - Данієля Нобоа обрано президентом Еквадору (17 жовтня)

- 17 жовтня
  - До програми Літніх Олімпійських ігор 2028 додані бейсбол/софтбол, крикет, лакрос, сквош, флаг-футбол[12]
  - На парламентських виборах у Польщі перемагає «Право і справедливість», опозиційна партія «Громадянська платформа» набрала достатньо голосів і може створити коаліцію з іншими опозиційними партіями[13]

- 19 жовтня
  - Премію Сахарова «За свободу думки» присудили покійній Махсі Аміні та руху за права жінок «Жінки. Життя. Свобода»[14]

- 28 жовтня
  - У деяких північнокавказьких республіках Росії відбулися антиєврейські протести[15]

- 29 жовтня, неділя:
  - Перехід на зимовий час.